# Pretty Tied Up
"Pretty Tied Up" (subtitulada "The Perils of Rock n Roll Decadence") é uma canção da banda norte americana de hard rock Guns N' Roses que foi escrita pelo guitarrista Izzy Stradlin.  A versão ao vivo desta canção apareceu no álbum Live Era: '87-'93. A música aparece pela primeira vez no show que banda fez no Rock in Rio 2, no dia 20 de janeiro, 1991.
Slash comentou que a música foi escrita em uma noite na casa de Stradlin antes da banda ir para Chicago. De acordo com Slash, Stradlin tinha usado tanta heroína que ele fez um sitar com um prato de bateria, um cabo de vassoura e algumas cordas, oque serviu de inspiração para o som de sitar ouvido no início da música.

## Curiosidades
Em alguns shows ao vivo, ao cantar a parte do nome da música, é possível ver praticamente todos os membros da banda (inclusive Slash) cantando.

## Créditos
- Axl Rose - vocais
- Izzy Stradlin - guitarra rítmica, sitar
- Slash - guitarra solo
- Duff McKagan - baixo
- Matt Sorum - bateria
- Dizzy Reed - piano